# San Pablo del Monte
Ciudad de San Pablo del Monte abreviado SPM, anteriormente llamado Villa Vicente Guerrero, ciudad de Cuauhtotoatla, cabecera del municipio ubicada en el sur del estado de Tlaxcala. En el censo de 2020 realizado por el Instituto Nacional de Estadística y Geografía, agrupó un total de 70 224 habitantes, siendo la ciudad más poblada de todo el estado.
Los antiguos tlaxcaltecas llamaban a San Pablo del Monte con el nombre de Cuauhtotoatla Durante la conquista española y la construcción de la Iglesia católica en honor a San Pablo Apóstol, los pobladores comenzaron a llamar a la ciudad con el nombre de San Pablo. No se tiene una fecha exacta de la fundación de la ciudad, sin embargo se toma en cuenta la fundación de la parroquia local, que fue edificada en 1620, en sus inicios no se dedicaba al actual patrono sino al Arcángel San Miguel.
El 20 de junio de 1940 el gobierno municipal cambió el nombre a la localidad por Vicente Guerrero, ese mismo año el pueblo fue elevado a la categoría de villa según el decreto número 84, denominándose «Villa Vicente Guerrero». Para el año 2016 el ayuntamiento local propuso renombrar la localidad bajo el nombre de ciudad de San Pablo del Monte, petición que fue aceptada por el Congreso del Estado de Tlaxcala de acuerdo al decreto número 284 del 19 de diciembre de 2016.
Durante la primera intervención francesa en México, destaca la Batalla de San Pablo del Monte, que fue llevada a cabo el 5 de mayo de 1863, no obstante el resultado fue una victoria francesa ante tropas mexicanas. Desde la época del porfiriato San Pablo del Monte ya era una de las localidades del estado con mayor población. Según el censo de 1900 contaba con 5 850 habitantes, en 1910 con 6 209 y en 1921 con 5 465 habitantes, uno de los más grandes crecimientos demográficos que había en la región.
La economía se sustenta en la producción agrícola, tanto la de autoabasto generada por los pequeños propietarios, como la comercial realizada por los grandes productores. Al mismo tiempo, el sistema productivo más importante es la elaboración de artesanías con talavera, que gracias a la cercanía con Puebla hace que está actividad sea comercializada a dicha ciudad.
San Pablo del Monte se encuentra localizado en la región Sur-Zacatelco, antes denominada como región del Volcán Malinche, teniendo límites políticos con el estado de Puebla, está a solo 30 km de Tlaxcala de Xicohténcatl, a 9 km de la ciudad de Puebla y a 134 km de la Ciudad de México.Cuauhtotoatla  se encuentra en la altiplanicie central mexicana a una altitud de 2 300 metros sobre el nivel del mar. Es parte del Área metropolitana interestatal Puebla-Tlaxcala, la cual contaba en 2010 con una población de 2 728 790 habitantes, siendo la cuarta área metropolitana más grande de México.

## Toponimia

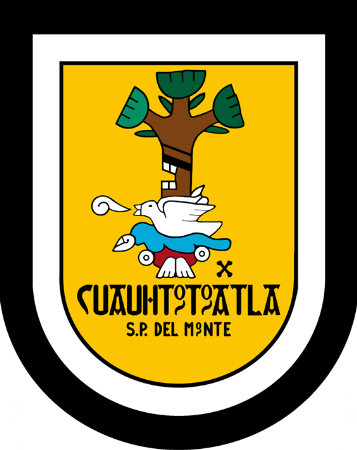

Anteriormente la ciudad era llamada Cuauhtotoatla, nombre de origen náhuatl, que literalmente significa "Agua de pájaro del monte". Deriva de los vocablos cuauh, contracción de cuauhtla, que se traduce como "monte"; así como de toto, contracción de totol, que quiere decir "pájaro", y de "otla", sufijo de lugar.

### Nombres que ha tenido la ciudad
A través de la historia,  San Pablo del Monte, ha tenido diversos nombres, como lo son:
- Cuauhtotoatla, nombre con el que era conocido antes de la colonia española.[34]
- San Pablo, nombre con el que era conocido durante la colonia española.[34]
- Villa Vicente Guerrero, del 20 de junio de 1940 al 20 de diciembre de 2016 (nombre oficial por 76 años).[35]
- San Pablo del Monte, instituido desde el 13 de julio de 2016[36] y puesto en vigor a partir del 20 de diciembre de 2016.[12]

## Historia

### Época Prehispánica
Se considera que el municipio de San Pablo del Monte perteneció a la cultura cholulteca, existente en la región sur en el periodo clásico (400 al 650 d. C., aproximadamente). Momento histórico durante el cual rige un control militar ante las invasiones de los cholultecas "ya que la cultura Cholula únicamente cubre el extremo sur de la actual Tlaxcala, de Zacatelco hacia Villa Vicente Guerrero". Los asentamientos de San Pablo del Monte se integrarían primero con los olmecas-xicalancas, y más tarde con los toltecas-chichimecas.

### Colonia
En el curato de San Pablo del Monte se integrarían las siguientes comunidades: "San Pablo del Monte, San Francisco Papalotla, San Cosme Mazatecochco, San Miguel Tenancingo. Tienen estos pueblos un monte, pero casi sin árboles, y sus tierras no son buenas para sembradura por muy pedregosas". Para 1791, con las reformas borbónicas la Corona ordenó reorganizar las Intendencias, quedando Tlaxcala bajo el dominio de Puebla. Tlaxcala se divide en siete cuarteles, San Pablo queda integrado en el cuartel de Santa María Nativitas, estos tenientazgos funcionaban como gobiernos locales bajo la supervisión del jefe militar.

### Independencia
En 1824 Tlaxcala se declara territorio de la federación, quedando dividido en siete partidos con los nombres de los cuarteles anteriormente mencionados. San Pablo del Monte se integró al partido Nativitas, "localizado en el centro-sur y sureste del territorio, al oeste de La Malinche, cuenta con suelos que favorecían a la agricultura del maíz, se encuentran haciendas y ranchos de extensión regular, los cuales se organizan de igual forma que antes de la Independencia.

### Batalla de San Pablo del Monte

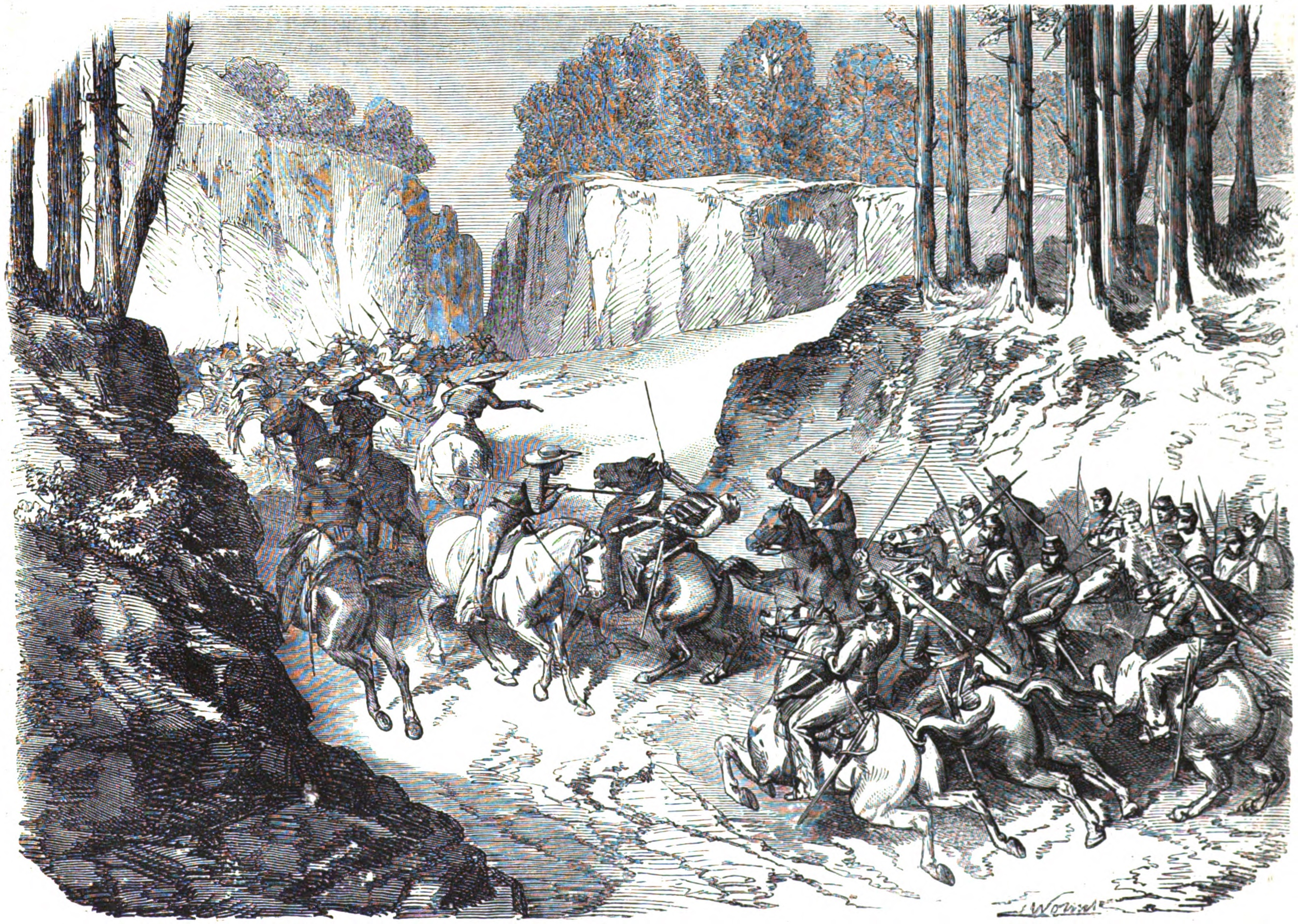
Combate de San Pablo del Monte: La muerte del comandante Aymard de Foucauld.

La Batalla de San Pablo del Monte tuvo lugar el 5 de mayo de 1863, durante el Sitio de Puebla, participó contra la intervención francesa, enfrentándose a una columna al mando del general imperialista O'Hara.

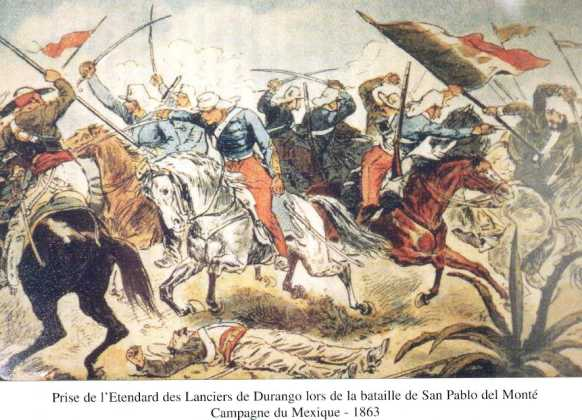
Caballería francesa capturando la bandera republicana durante la batalla de 1863.

### Porfiriato
San Pablo del Monte, cansado de tantos atropellos, lucharía por la no reelección de Próspero Cahuantzi a través de Justo Romero, uno de sus máximos representantes locales. En San Pablo del Monte había personas que pertenecían a clubes liberales antirreeleccionistas, encabezados por Justo Romero, también existieron clubes reeleccionistas en el municipio, como: el Club Unión Progresista, organización que buscaba la reelección de Porfirio Díaz a la Presidencia de la República. Para ello se nombró delegado a la convención nacional de 1909 a Tranquilino Pérez. También se formó el Club Xicohténcatl, el cual se establece en San Pablo del Monte, con la finalidad de apoyar a Díaz en su reelección a la Presidencia y en marzo de 1909 se nombra a Manuel Cuéllar delegado a la convención nacional.

### Revolución Mexicana
Un grupo de San Pablo del Monte forma parte del contingente armado, encabezados por Justo Romero. Este fracaso no desmoralizó a Cuamatzi, por lo que durante ese tiempo se dedica a reunir hombre y armas para la revolución. El 17 de noviembre tiene una última reunión con Serdán, y a su paso por San Pablo del Monte logra reclutar a 200 hombres, entre los que figuró el obrero Máximo Rojas, que a la postre sería gobernador de Tlaxcala.
Ante la imposición del gobierno de Agustín Sánchez, el descontento no pararía con la manifestación. Algunos líderes habían empezado a hacer propaganda a favor de la revolución: "se habla ya de los indios de Santo Toribio y San Pedro (San Pablo) del Monte, licenciados hacia pocos días, habían tomado de nuevo las armas y que otros que no las tenía iban a ser provistos de ellas, pues para el efecto se hablaba ya de un furgón del Ferrocarril Mexicano que había transportado a aquellos lugares armamento y parque, dinamita y gente".

### Época contemporánea
Al fundarse en el país varios partidos como el laborista, agrarista y liberal, el municipio fue influenciado por su presencia y sus programas con amplio contenido socialista, cuyo fin era organizar a los obreros y campesinos en sindicatos. Consecuencia de ello, en San Pablo del Monte se constituyó "el sindicato unitario de pequeños productores de leña y carbón con más de 21 socios y el sindicato de pequeños productores de tortilla con 59 socios.
Muchos habitantes de San Pablo del Monte trabajan en zonas de Puebla, o en las áreas industriales más cercanas a Tlaxcala. Pero a pesar de la movilidad social, San Pablo del Monte conserva sus raíces, mediante expresiones culturales como las artesanías o festividades religiosas como la fiesta en honor de san Pablo. La religiosidad es parte integrante de Tlaxcala. Otra de las características fundamentales del municipio, es que en San Isidro Buensuceso existe un alto porcentaje de habitantes que conservan como su lengua materna el náhuatl.

## Geografía

### Localización

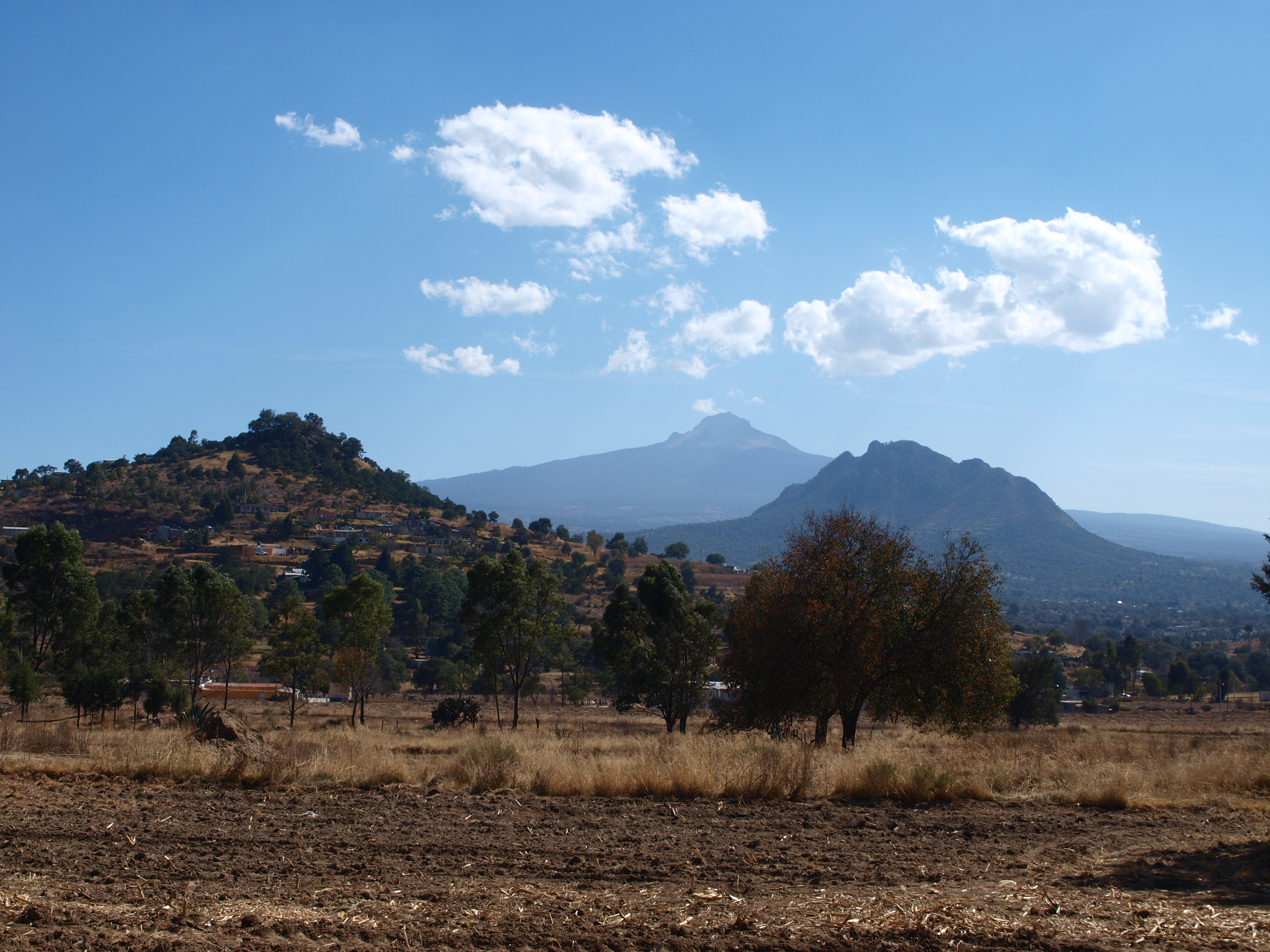
El Volcán Malintzi ubicado a 32 km de San Pablo del Monte.

San Pablo del Monte se encuentra en las coordenadas 19°07′08″N 98°10′12″O / 19.11889, -98.17000 en la región económica, Sur-Zacatelco, y en la región geográfica del Volcán Malintzi ubicado en la altiplanicie mexicana a una altitud de 2300 metros sobre el nivel del mar.
Se encuentra a una distancia de 134.2 km de la Ciudad de México, 30.4 km de Tlaxcala, 13.8 km de Puebla, 278.8 km del puerto de Veracruz, 473.9 km de Acapulco, 173.8 km de Cuernavaca, 41.1 km de Apizaco, 57.9 km de Huamantla, 94.9 km de Calpulalpan, 65.1 km de Tlaxco, 25.2 km de Chiautempan, 15.2 km de Zacatelco, 116.2 km de Tepeaca, 66 km de Atlixco, 36 km de Texmelucan, 27 km de Cholula, 147 km de Tehuacán, 28 km de Huejotzingo, 109 km de Zacatlán, 148.6 km de Teziutlán, 104.1 km de Chignahuapan.

### Flora y Fauna
Cuashepalandia está situada en las faldas del volcán Malintzin, la flora original de San Pablo del Monte es el bosque de encino, de este se encuentran restos sobreviviendo en su extremo norte, donde además de encino se pueden encontrar ocote y pino blanco, otras especies menores que se encuentra en el municipio incluyen sauce, fresno, álamo y zapote blanco. Las especies animales que habitan en San Pablo del Monte incluyen al conejo, la liebre, la codorniz y reptiles como la víbora de cascabel.

### Extensión

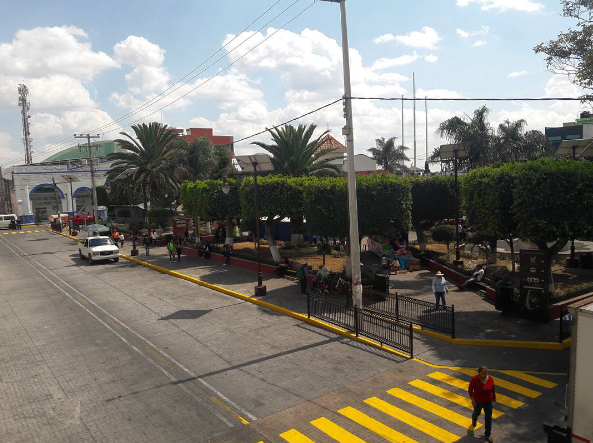
Avenida Pablo Sidar

De acuerdo con la información del Instituto Nacional de Estadística, Geografía e Informática, el municipio de San Pablo del Monte comprende una superficie de 63 760 kilómetros cuadrados, de los cuales 12.66 km corresponden a la ciudad homónima.

### Hidrografía
Hidrológicamente pertenece a la Región hidrológica del Río Balsas y a la Cuenca del Río Atoyac, la principal corriente del territorio es el río Viejo, que desciende desde el volcán Malintzin en sentido noreste-suroeste atravesando el norte del territorio del municipio.

### Clima
El clima clasificado como Templado subhúmedo con lluvias en verano, la temperatura media anual registrada en el Municipio de San Pablo del Monte es superior a los 14 °C en prácticamente todo el territorio, única excepción de su extremo más oriental, en las faltas del volcán Malintzin, donde el promedio es de 12 a 14 °C; mientras que la precipitación promedio anual en todo el territorio es de 800 a 1000 mm.

## Política

### Municipio de San Pablo del Monte

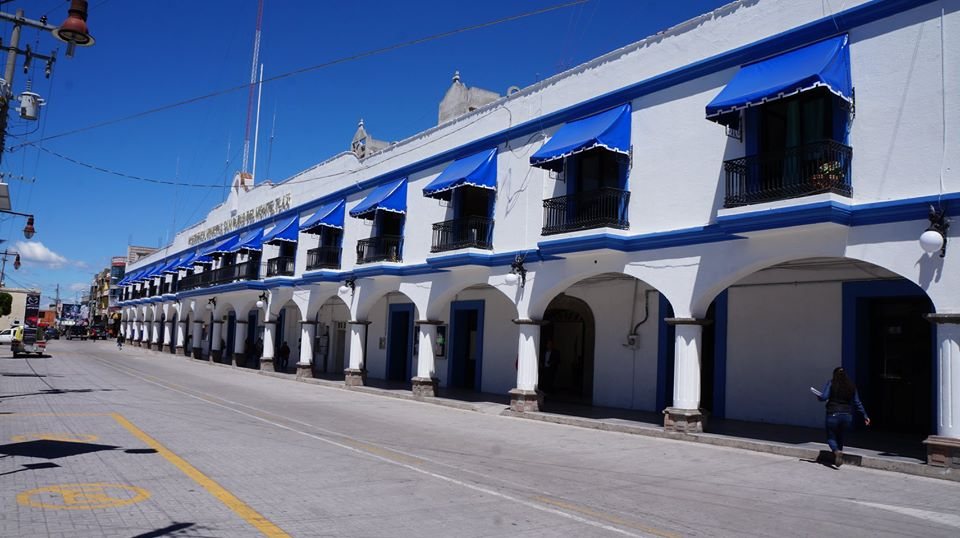
Sede del ayuntamiento municipal de San Pablo del Monte.

San Pablo del Monte es la cabecera municipal del municipio del mismo nombre, uno de los 60 municipios de Tlaxcala, mismo que se encuentra en el sur del estado y ocupa una superficie total de
63 760 km².
En el 2010, el municipio tenía una población de 69 615 habitantes, el 86.18 % de ellos está en la cabecera municipal y el resto en las localidades de San Isidro Buen Suceso, Apanteco, etc.

### Administración
La autoridad municipal está constituida en un ayuntamiento, integrado por un presidente municipal, alcalde o primer edil, regidores y síndicos. El presidente municipal actual es Raúl Tomás Juárez Contreras electo del Partido Nueva Alianza, para el periodo 2021-2024.

### Distritos electorales
- Distrito electoral local: Pertenece al distrito VII con cabecera en Papalotla.[50]
- Distrito electoral federal: Pertenece al distrito III con cabecera en Tlaxcala.[50]

## Demografía

### Población
Conforme al Censo de Población y Vivienda 2010 realizado por el Instituto Nacional de Estadística y Geografía (INEGI) con fecha censal del 12 de junio de 2010, San Pablo del Monte contaba hasta ese año con un total de 60 001 habitantes, de dicha cifra, 29 476 eran hombres y 30 525 eran mujeres.
| Gráfica de evolución demográfica de San Pablo del Monte entre 1900 y 2018 |
| |
| Población de los censos y conteos del Instituto Nacional de Estadística y Geografía (INEGI) de 1900 a 2010. Población según proyecciones estimadas para 2017 por el Consejo Nacional de Población (CONAPO). |

### Región metropolitana
San Pablo del Monte forma parte del área metropolitana de Puebla-Tlaxcala más conocido como área metropolitana de Puebla, es la cuarta aglomeración más grande de México con una población de 2 728 790 habitantes. Esta aglomeración incluye 18 municipios del centro del estado de Puebla, y 20 municipios del sur del estado de Tlaxcala.

## Servicios públicos

### Salud

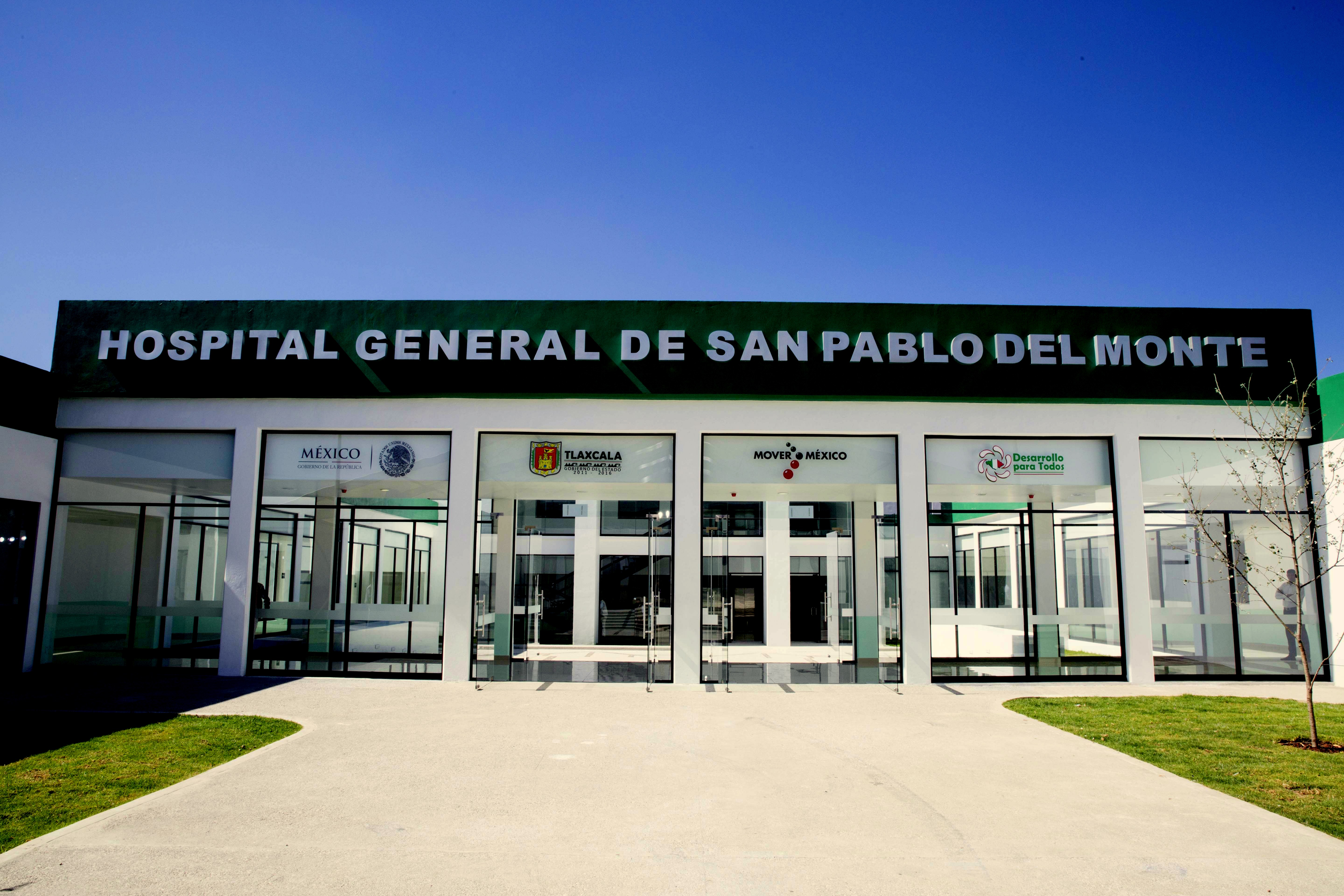
Hospital General de SPM.

Durante el censo de 2010 por el Instituto Nacional de Estadística y Geografía (INEGI), se registró una población derechohabiente a servicios de salud de 34 026, de los cuales 8 469 pertenecen al Instituto Mexicano del Seguro Social (IMSS), 972 acuden al Instituto de Seguridad y Servicios Sociales de los Trabajadores del Estado (ISSSTE), 21 649 pertenecen a los seguros proporcionados por Petróleos Mexicanos (PEMEX) o la Secretaría de Marina de México (SEMAR) y 3 065 acuden a otras instituciones o instituciones privadas de salud.

### Educación
San Pablo del Monte tenía una población alfabetizada de 45 268 personas mayores de 15 años en el año 2010, por lo que el índice de alfabetización de la ciudad era de 75.44 % en este sector de la población, cifra que está por debajo de la media estatal de 90,15 %, y de la media nacional que era de 92,8 %.
Existen numerosas instituciones educativas públicas y privadas encargadas de la educación básica y media superior. La mayoría de estas escuelas son administradas por el gobierno federal y la Secretaría de Educación Pública (SEP).
La educación superior se ofrece a través de la Universidad Autónoma de Tlaxcala, en la Unidad Académica Multidisciplinaria (UAM) la cual ofrece licenciaturas como Nutrición, Psicología, Sociología, Criminología y Administración.

### Transporte y comunicaciones

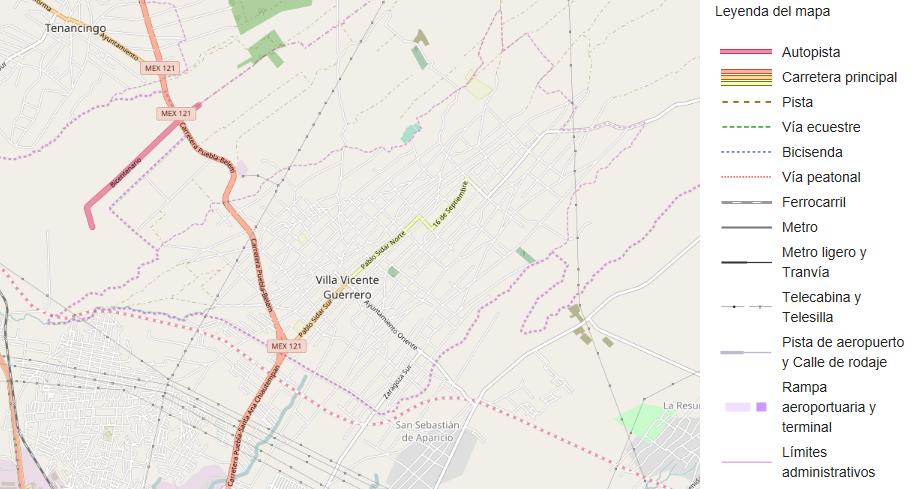
Red vial de San Pablo del Monte.

La carretera vía corta Puebla-Santa Ana (carretera federal 121) es la principal vialidad de la ciudad, ya que a su cercanía con la ciudad de Puebla permite realizar una distribución e intercambio de bienes y servicios. La autopista federal México-Puebla facilita el traslado diario de las economías locales, y de los mercados regionales que se conforman con la región metropolitana de Puebla.

### Agua y Electricidad
Los servicios públicos son agua potable, drenaje y electricidad; la disponibilidad de estos servicios en la ciudad es parcialmente escasa. El servicio de agua potable, drenaje y alcantarillado está a cargo del Consejo Directivo de la Comisión municipal de Agua Potable y Alcantarillado, mientras que la Comisión Federal de Electricidad (CFE) se encarga de la electricidad y alumbrado público.

## Patrimonio cultural

### Talavera
El 2 de marzo de 2017 la diputada Dulce María Mastranzo Corona propuso ante el Congreso del Estado de Tlaxcala de acuerdo a la sesión de la LXII legislatura, la elaboración de artículos de talavera realizados por artesanos locales como Patrimonio cultural inmaterial. Según el gobierno municipal la ciudad cuenta con el mayor número de artesanos dedicados a esta actividad en la región. Desde el 16 de octubre de 2003 San Pablo del Monte fue incluido dentro de la región geográfica protegida por la Declaración General de Protección de la Denominación de Origen Talavera.

## Turismo

### Haciendas

#### Hacienda San José Buenavista

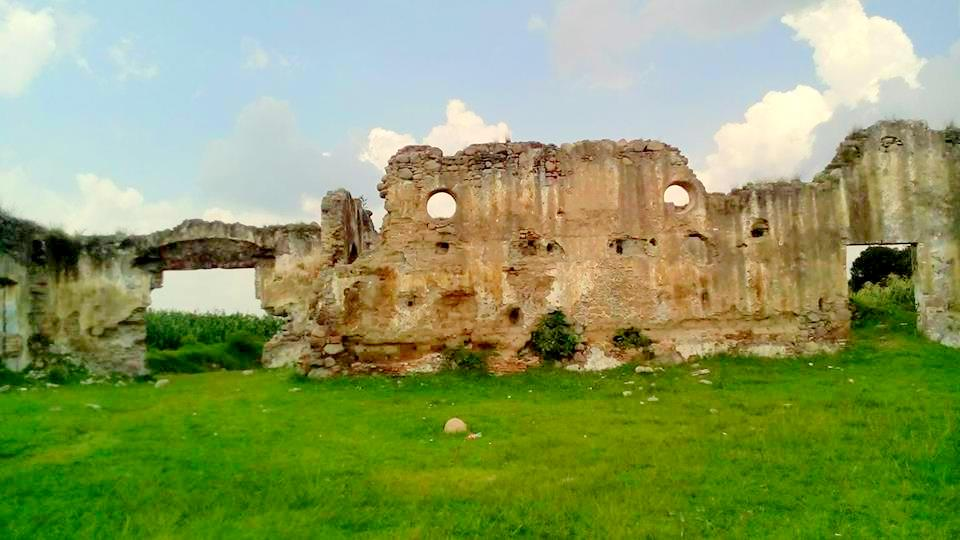
Restos de la Hacienda San José.

Data de los siglos siglo XVIII y siglo XIX. Cuenta con instalaciones como la troje, machero, corrales y la casa del hacendado, que se encuentra en ruinas. Fue una hacienda agrícola y su fachada es de aplanado, así como los muros de piedra, ladrillo y adobe. Los muros de apoyo son de mampostería y aparejo. Conserva algunos muros que definían espacios que conformaban el patio central. Las cubiertas fueron de viguería.

#### Hacienda de Acopilco
Su construcción data de los siglos siglo XVIII y siglo XIX, fue una hacienda agrícola, actualmente se encuentra en ruinas. La fachada principal es de aplanado y los muros son de piedra, ladrillo y adobe; por los mechinales se observa que las cubiertas fueron de viguería. Entre sus espacios se encuentra una troje, la capilla y la casa del hacendado, aunque se conserva solamente parte de la fachada de la capilla.

#### Parque recreativo
El Parque recreativo San Miguel es un espacio público ubicado en el barrio de San Miguel, edificado entre el gobierno municipal y la Secretaría de Desarrollo Agrario, Territorial y Urbano (SEDATU). El parque fue construido sobre un terreno abandonado que albergaba un tanque de agua superficial. Fue inaugurado el 17 de julio de 2016 por el expresidente, José Isabel Rojas Xahuantitla.

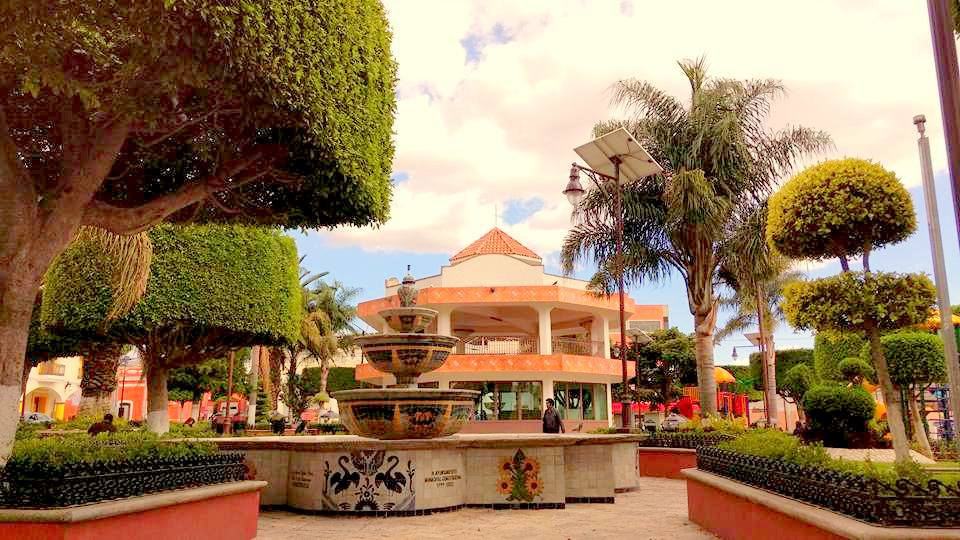
Plaza de armas, principal punto de reunión de la población.

### Arquitectura religiosa

#### Templo de la Santísima Trinidad
Su construcción data de los siglos siglo XVIII y siglo XIX. La fachada de color blanco azul incorpora un arco de medio punto como acceso, flanqueado por dos gruesas columnas que sostienen un cornisamiento y marca el segundo cuerpo, en el cual destaca una ventana coral de estrella lobulada flanqueada por dos columnas salomónicas. En el remate una moldura lobulada, con dos torres de dos cuerpos y arcos de medio punto; cada cuerpo se separa por una cornisa tablereada y en el remate un cupulín con tambor y cruz de hierro. Su cubierta es abovedada.

#### Capilla del cristo
La Capilla del Cristo fue un pequeño edificio de culto católico localizado en el barrio del Cristo. Fue destruido durante los días 25 y 26 de julio de 2015; y el hecho fue denunciado públicamente por las autoridades del Instituto Nacional de Antropología e Historia el 28 de julio.

#### Capilla de San Nicolás Obispo
Se erigió en el siglo XIX, la fachada está recubierta con azulejo amarillo. Conserva portada atrial la cual presenta un arco mixtilíneo sostenido por columnas salomónicas. La fachada de la capilla consta de tres cuerpos. El primero muestra un arco de medio punto como acceso flanqueado por columnas estriadas. En el segundo cuerpo se encuentra una ventana coral de arco de medio punto. El tercer cuerpo consta de un frontón con arcos de medio punto, columnas pareadas. La portada la enmarcan dos torres de tres cuerpos. En la torre izquierda, en el último cuerpo, muestra arcos de medio punto rematando un cupulín con cruz, en cada esquina hay almenas. En el interior hay piso de mosaico, un retablo estilo neoclásico y menaje. Posee nave de cruz latina, cubierta con forma abovedada de arista.

#### Capilla de San Sebastián
Su construcción data del siglo XIX, luce pináculos y un arco de medio punto como acceso y portal de herrería flanqueado por columnas y un frontón con cruz de remate. La fachada igualmente presenta un arco de medio punto como acceso y un frontón triangular cubierto de azulejo. Dos torres enmarcan la fachada y lucen arcos de medio punto, cornisa tablereada y un cupulín cubierto de azulejo y una cruz. En la parte posterior destaca una cúpula ochavada con tambor y linternilla. En el interior hay pila, un ciprés y menaje.

#### Parroquia de San Pablo Apóstol

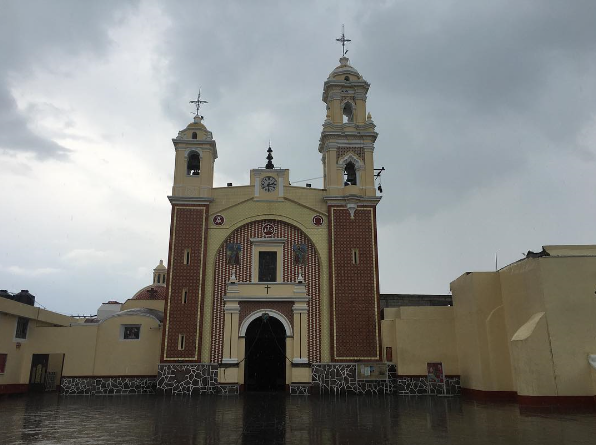
Parroquia de San Pablo Apóstol.

En 1620 fue fundada la parroquia que en sus inicios se dedicó al Arcángel San Miguel, alrededor de 1641 se dedica a San Pablo y San Pedro. Data del siglo XVII y conserva barda y portada atrial.
La barda presenta pináculos, mientras que la portada atrial luce un nicho flanqueado por almenas y rematando una cruz, además tiene relieves en argamasa.
La fachada de la iglesia mantiene un arco de medio punto como acceso, flanqueado por columnas que en su capitel nace un entablamiento. Una ventana coral destaca sobre el entablamiento. En el remate se encuentra un reloj con inscripción del año 1913. Cuenta con dos torres cuyos arcos son mixtilíneos y de medio punto rematando un cupulín con linternilla y cruz de hierro.

#### Capilla de San Cosme
Data del siglo XIX, los muros son de piedra y posee portada atrial con arco de medio punto flanqueado por pilastras estriadas y nicho al eje con una cruz rematando, la barda tiene pináculos. La fachada de color blanco y rojo del templo, está compuesta por un arco de medio punto como acceso enmarcado por pilastras, en la parte superior una ventana central y dos torres de dos cuerpos con arcos de medio punto y cupulín con linternilla rematando una cruz. En la parte posterior la cúpula recubierta con azulejo de talavera y linternilla.

## Cultura

### Centro Cultural

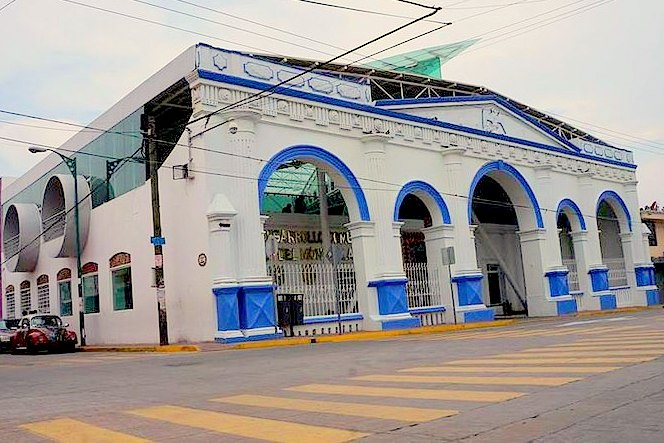
Centro de Desarrollo Regional Cultural.

La Casa de la Cultura fue reinaugurada en octubre de 2016 por el ex alcalde José Isabel Rojas Xahuantitla, cuenta con seis salas de exposiciones, salones de usos múltiples, una cubierta de vidrio templado, cafetería, medios interactivos de comunicación, una sala de danza, espacios de artes, música, salón de videoconferencia y de cómputo.

### Bibliotecas
La ciudad cuenta con tres bibliotecas públicas: la Biblioteca Pública Municipal Emiliano Zapata, la Biblioteca Pública Municipal Kantitlasaloske y la Biblioteca Pública Municipal del barrio de Tlatepango.

### Monumentos

#### Reloj San Bartolomé

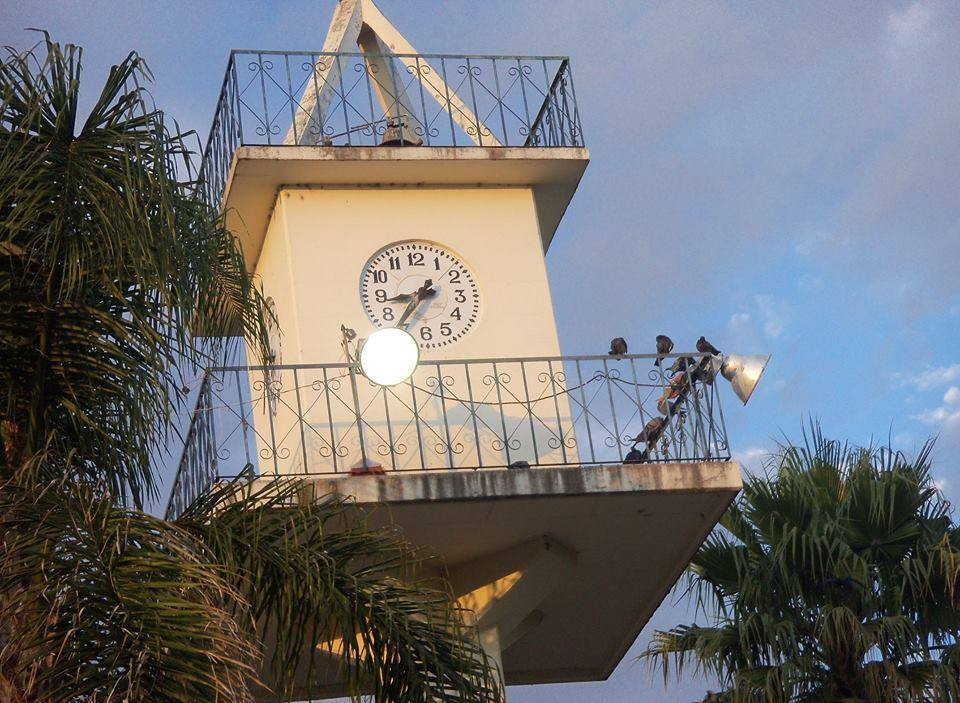
Torre del reloj de San Bartolomé

El Reloj San Bartolomé, es un reloj de torre o torre del reloj, construido especialmente para la iglesia del mismo nombre, ubicado en el barrio de San Bartolomé.

### Museos

#### Museo Tlanechticalli
El museo «Tlanechticalli» es una institución pública a cargo del gobierno municipal, en él se desarrollan eventos de cine y talleres de tareas. En abril de 2017 fue exhibida la historia de los juguetes en México, como motivo del día del niño.

### Patrimonio inmaterial

#### Feria de la Talavera

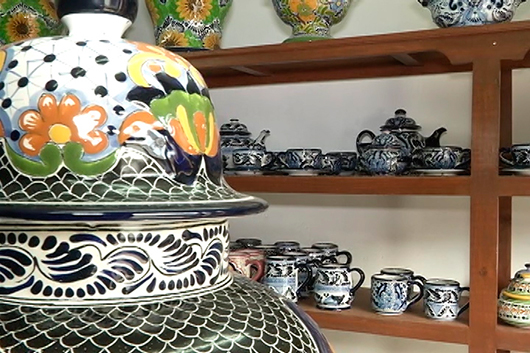
Talavera de San Pablo del Monte.

La Feria de la talavera, también llamada Feria de San Pablo del Monte, es una festividad local religiosa celebrada entre el 29 de junio y el 3 de julio en honor a San Pablo Apóstol. Usualmente es celebrado con eventos deportivos, culturales y artísticos. La feria se extiende en toda la ciudad teniendo diferentes sedes como el teatro al aire libre, el campo de béisbol, canchas deportivas de distintos barrios y el zócalo.

#### Fiesta al señor del Monte
Esta es una celebración religiosa la cual es llevada a cabo el segundo viernes de Cuaresma. Al mediodía se celebra la misa de festividad. Para terminar se realiza una procesión, portando la imagen del Señor del Monte, por las diferentes calles de la ciudad y finaliza en el templo. Durante el día llegan peregrinos de diversos estados y pueblos vecinos. Para sustentar la feria se venden artesanías del lugar trabajadas en ónix, alfarería y cerámica de talavera.

#### Carnaval
Las festividades se llevan a cabo durante los festejos de Cuaresma, llamado el domingo de carnaval. Inicia con una ceremonia de inauguración presidida por el Presidente municipal. Participan camadas que proceden de diversos barrios de la ciudad. Cada camada está integrada por un promedio de 25 charros y ocho parejas de hombres y mujeres que forman el cuadro. Al final se premian a la mejor camada la cual representará a la localidad en el carnaval de la ciudad de Tlaxcala.

#### Festividades de Semana Santa
Los festejos de la Semana Santa Mayor, sábado y domingo, los realiza un grupo de 65 personas de la comunidad, independientemente de la iglesia. El sábado se escenifica, a partir de las 20 horas, la vida de Jesús; este día finaliza con el lavatorio de los apóstoles a las 23 horas. El domingo, a partir de las 10 horas, se representan las Tres Caídas en la plaza principal del pueblo, escenificando las mismas escenas hasta llegar al Cerro de la Cruz donde se efectuará la Crucifixión, más o menos, a las 15 horas. A los festejos de la Semana Santa acuden habitantes de los pueblos vecinos.

#### Día de Muertos
Una de las costumbres más arraigadas de los habitantes de esta población es la fiesta de Todos Santos, que realizan para esperar la llegada de las ánimas de los fieles difuntos. La celebración inicia el 28 de octubre, día dedicado a los accidentados. Al mediodía colocan una ofrenda en el altar de la casa donde vivieron y les rezan un rosario con letanía "para adulto", posteriormente se adornan con flores de cempasúchil la tumba de los difuntos y los lugares en que murieron. El 2 de noviembre, después del mediodía, una vez que han dejado de repicar las campanas y que según la creencia del pueblo las ánimas se han retirado, se procede a realizar el intercambio de ofrendas, que consiste en llevar un cesto con fruta, pan y mole la casa de los padrinos o de los abuelos de la familia.

## Personas notables
Entre los San-Pablenses destacados se encuentran:
- Ascensión Tépal (Político)
- Cayetano Corona Gaspariano (Alfarero)

## Relaciones públicas
La ciudad de San Pablo del Monte tiene Relaciones de Convenio con 00050 ciudades alrededor del mundo:
- Zacatelco, México (2015)[92]
- Tenancingo, México (2015)[93]
- Papalotla de Xicohténcatl, México (2015)[94]
- Victoria de Durango, México (2019)[95]